# Schnipo Schranke

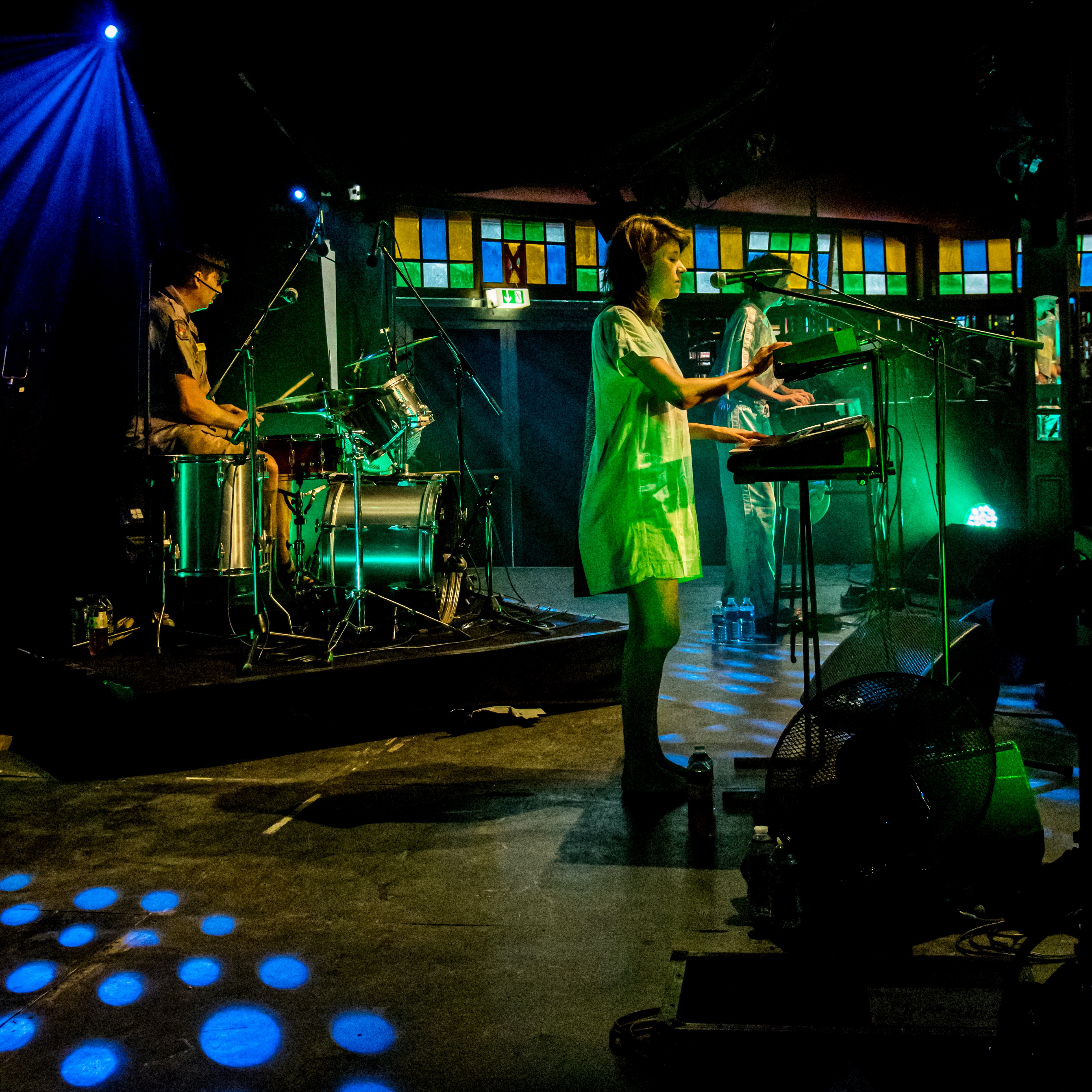
Schnipo Schranke auf dem ZMF 2018 in Freiburg

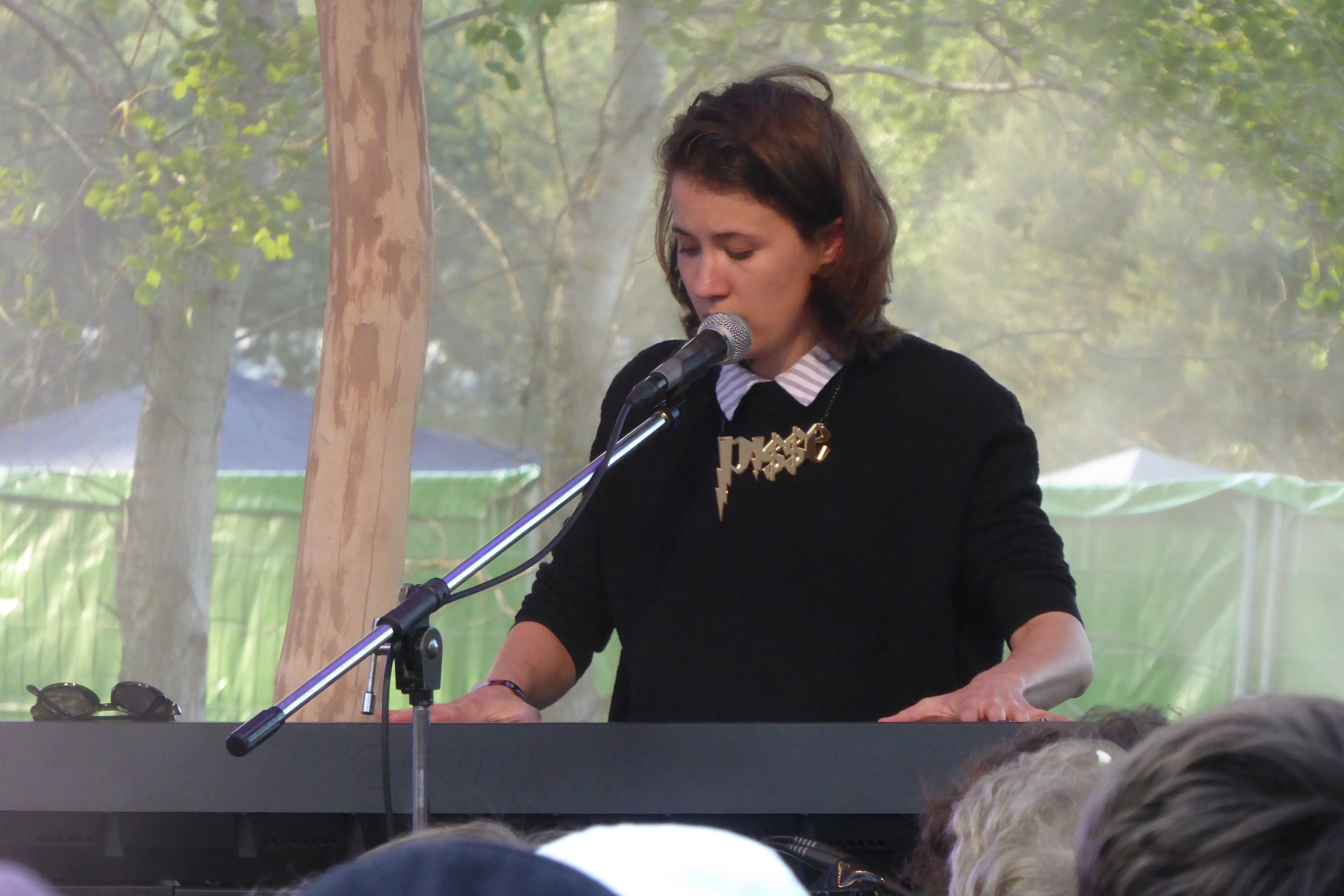
Fritzi Ernst beim Immergut Festival 2016

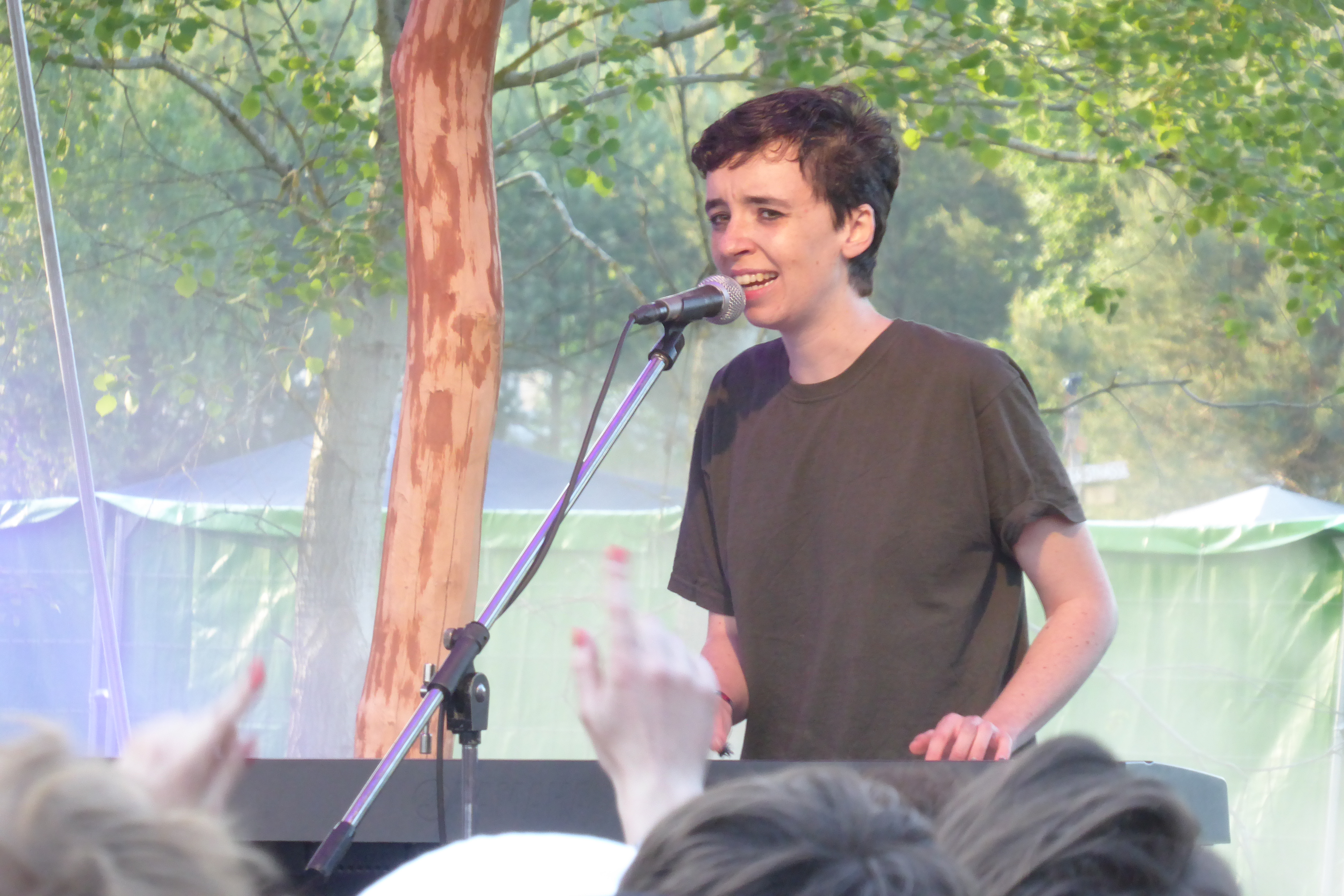
Daniela Reis beim Immergut Festival 2016

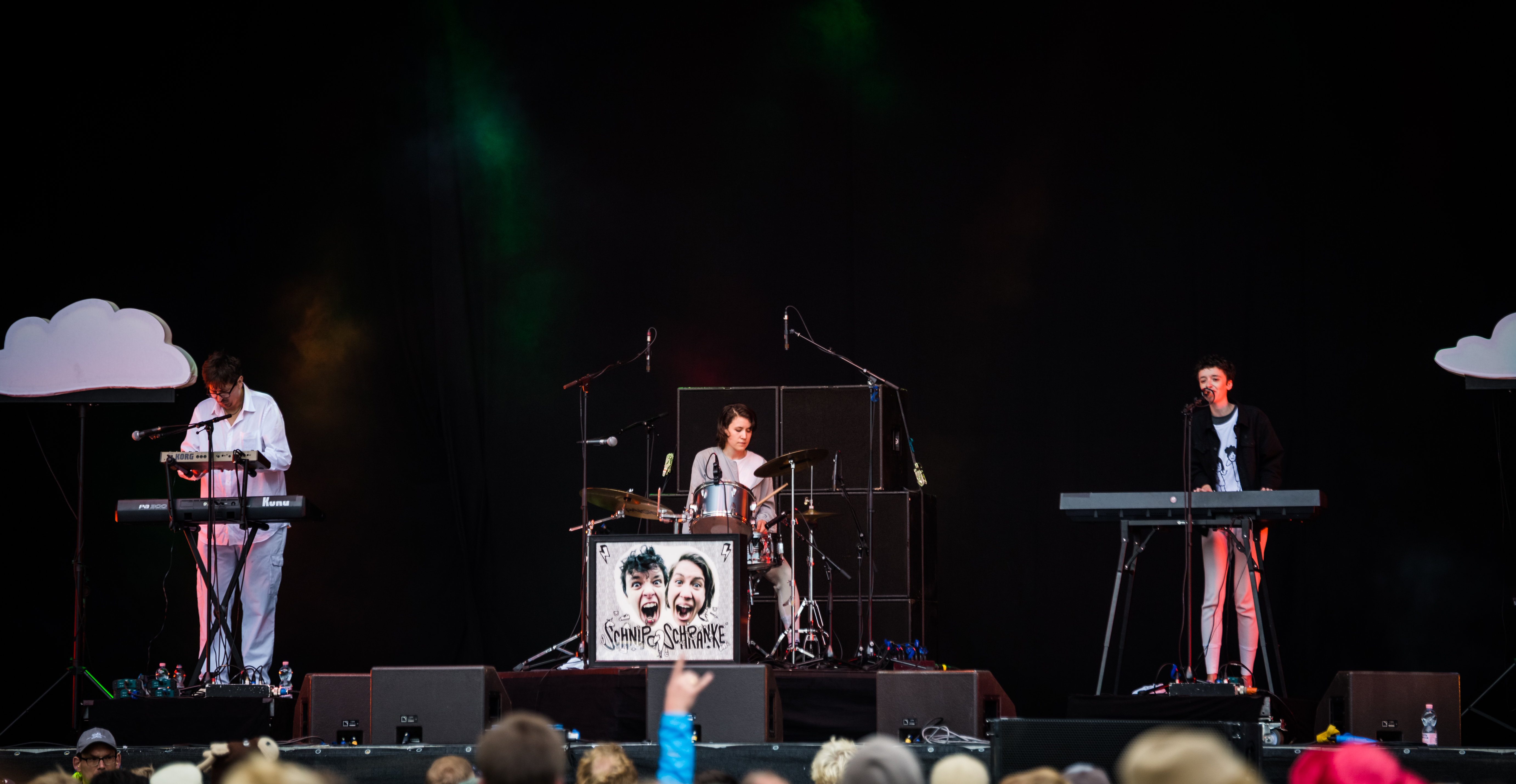
Schnipo Schranke live bei Rock am Ring 2017

Schnipo Schranke war eine Indie-Popband aus Hamburg. Sie bestand aus den beiden Sängerinnen und Instrumentalistinnen Daniela Reis (* 1988) und Friederike „Fritzi“ Ernst (* 1989). Das Genre der Band wurde von der Zeitschrift Intro als „HipHop-Chanson-Fuck“ bezeichnet. Aufsehen erregten Schnipo Schranke 2014/2015 mit ihrem großteils über die sozialen Medien verbreiteten Song Pisse, in dem es um unglückliche Liebe geht.

## Geschichte
Die Bandgründerinnen Daniela Reis und Friederike „Fritzi“ Ernst lernten sich auf der Musikhochschule Frankfurt kennen, wo Reis Cello und Ernst Blockflöte studierte. Sowohl bei Ernst als auch bei Reis war die Berufsperspektive zunächst klassisches Orchester. Allerdings fanden sie die Ausbildung zu unkreativ und zu stark orientiert in Richtung vorhandenen Repertoires und Perfektion. Fritzi Ernst äußerte sich zu den Gründen für Studium-Abbruch und Bandgründung 2015 wie folgt: „In der klassischen Musik wirst du permanent mit anderen verglichen. Wir wollten kreativ sein und was Eigenes machen.“
2012 taten die beiden sich als Musikduo zusammen. Der Bandname entstand in Anlehnung an die Bezeichnung für Schnitzel mit Pommes (Schnipo) und Mayonnaise/Ketchup (Schranke; wegen der rot-weißen Farbmarkierung bei Bahnschranken) – ein Zitat, das der Comedian Kurt Krömer in seiner Show verwendete. Die musikalische Begleitung bestand aus Klavierakkorden, Synthie-Versatzstücken sowie Drumbeats. Das Problem eines fehlenden Bandschlagzeugers löste Reis, indem sie sich Schlagzeug-Begleitung auf autodidaktische Weise aneignete. Neben der Arbeit am Repertoire absolvierte das Duo erste Club-Auftritte in kleinerem Rahmen. Die Resonanz war positiv – das Publikum sang die Lieder teilweise Wort für Wort mit.
Zu einem ersten Szene-Erfolg avancierte ihr bei der Video-Plattform YouTube eingestellter Clip Beste Freunde.
2013 zogen Reis und Ernst nach Hamburg. Anlässlich einer Lesung entstand der Kontakt zu Rocko Schamoni, dem sie eine Demo-CD in die Hand drückten. Frank Spilker von den Sternen wurde auf das Duo aufmerksam und fragte Reis und Ernst, ob sie nicht Lust hätten, sich am Sterne-Album Flucht in die Flucht zu beteiligen und mit der Band auf Tour zu gehen.
2014 machten Schnipo Schranke mit einem weiteren YouTube-Clip Furore. Das Lied Pisse, laut taz eine „tragikomische Hymne übers Schlussmachen“, wurde zwar in der Originalversion gesperrt – offiziell aufgrund einer Penisdarstellung in einer Sequenz. Das Stück, das unter anderem mit seinen frivol-expliziten Textpassagen für Aufmerksamkeit sorgte (etwa: „Hab dein Handy mit den Arschbacken gehalten / Um dich zu unterhalten / Dacht’, du findest so was komisch / Seitdem liebst du mich platonisch.“), war nach Angaben der Musikredaktionen von Intro, Musikexpress und Spex einer der größten Hits des Jahres 2014. Das Musikmagazin Intro wählte 2014 ihr Lied Pisse auf Platz 1 ihrer Jahrescharts, der Musikexpress führte sie in den Top Ten seiner Jahrescharts. Noch im gleichen Jahr erschien Pisse erstmals auf Tonträger: auf dem Sampler Keine Bewegung, einer Gemeinschaftsproduktion der Hamburger Independent-Labels Staatsakt und Euphorie.
Das 2015 Debütalbum mit dem Titel Satt wurde von Ted Gaier von den Goldenen Zitronen produziert und erschien bei Buback Records. Nicht mit auf Satt enthalten war das Stück Beste Freunde, dem ersten Erfolgsclip der Band. Die Albumveröffentlichung sowie der Erfolg von Pisse zogen zahlreiche Band-Portraits und Rezensionen in einer Reihe etablierter Medien nach sich – unter anderem in der Welt, der Zeit, dem Spiegel, bei der ARD, im ZDF, in der taz sowie der Wochenzeitung Jungle World.
Am 30. Januar 2017 erschien der Nachfolger Rare, der Platz 66 der deutschen Albencharts erreichte.
Im November 2019 gab Daniela Reis in einem Interview mit dem Musikexpress die Auflösung von Schnipo Schranke bekannt. Sie selbst gründete mit Ehemann Ente Schulz das Nachfolgeprojekt Ducks on Drugs. Fritzi Ernst gründete ein Soloprojekt unter ihrem Namen.

## Stil, Selbstverortung und Kritiken
Eigenaussagen zufolge haben sich Schnipo Schranke ihren Stil ohne besondere musikalische Referenzen erarbeitet. Vorbilder aus der Popmusik habe es nicht gegeben, auch die Hamburger Schule sei ihnen nicht weiter bekannt gewesen. Im Interview mit dem Sender Bayern 2 bekannten Ernst und Reis lediglich, dass sie beide überzeugte Sido-Hörerinnen seien. So sagte Fritzi Ernst über das Bandumfeld zum Zeitpunkt der Gründung sowie zu potenziellen feministischen Bezügen: „Als wir die Band gestartet haben, waren wir total abgeschottet und hingen ständig bei Daniela auf dem Kaff rum. Feminismus war da für uns überhaupt kein Thema. Wir haben geschrieben, was uns eingefallen ist.“ Als eine positive Veränderung klassifizierte Reis den Umzug nach Hamburg. Die Hamburger Musikszene habe die Band wohlwollend aufgenommen. In Frankfurt hingegen sei die Lage insgesamt schwieriger gewesen, weil es dort eine entsprechende Szene nicht gebe und insgesamt kaum Leute auf Konzerte gingen.
Zu wiederholten Gelegenheiten grenzten sich Reis und Ernst von überhöhten Ansprüchen ab. Reis: „Das einzige Ideal, das wir haben, ist, dass wir über Schwächen singen. Wenn man seine Fehler ganz offensiv zeigt, gibt man den Leuten ja auch viel. Vielleicht feiern sie uns deshalb so ab.“ In einem in Zeit Campus erschienenen Interview beschrieben sie die existenzielle Unsicherheit vor und während des Wechsels ins Fach Popmusik als wesentlichen Antriebsmotor. Darüber hinaus sei das von ihnen verwendete Vokabular längst Bestandteil des normalen Alltags; von daher sei explizite Sprache für sie als Band lediglich selbstverständlich. Arbeitstechnisch gelten Schnipo Schranke als Detailversessene, die lange an Texten und Sounds arbeiten – insbesondere an den Texten, an denen, so Reis, eigentlich kein Wort mehr Zufall sei.
Die Medien klassifizierten Texte und Musik des Duos fast unisono als ungewöhnlich. Das Deutschlandradio charakterisierte den Text-Musik-Mix mit dem Begriff „Obszönitäten-Chansons“ und verglich die Band mit den Lassie Singers. Der Rolling Stone bezeichnete Satt als Album mit „vulgären Texten und Leierkasten-Grooves“. Laut BR2 sind die Markenzeichen des Schnipo-Schranke-Stils „[…] super eingängige Melodien, minimalistisch eingespielt mit Blockflöte, Schlagzeug, Klavier und Synthesizer. So unkompliziert wie möglich. Bei den Texten sitzt jedes Wort und jedes Wortspiel. Als Hörer ertappt man sich dabei, wie man am Ende eines Verses anerkennend grinsen muss.“
Ein differenzierteres Urteil offerierte das Bandportrait in der Wochenzeitung Jungle World. Der kreierte Musikstil etwa sei sicher auch als Trotzreaktion zu werten gegenüber dem unbefriedigenden Musikstudium. An zu vielen Stellen lebe das Album Satt vom Wortwitz der Texte, die insgesamt wie eine Mischung aus Rainald Grebe und Charlotte Roche rüberkämen. Fazit: „Bloß alles anders machen als im steifen und auf Virtuosität abzielenden Studium! Schnipo Schranke, diese Mischung aus Pop, Chanson und Neue-Deutsche-Welle-Trash mit explizit-komischer Sprache, ist somit auch aus Trotz entstanden.“
Als eher banal hingegen charakterisierte die Musik des Duos der freie Kulturautor Frédéric Schwilden in einem Beitrag in der Welt. Dabei warf er die Grundsatzfrage auf, warum jede Indieband-Generation genauso gleich und belanglos klingen müsse wie ihre Vorgänger. Schwilden: „Die beiden schreiben schlagerhafte Songkarikaturen mit Tasteninstrumenten und Bollerschlagzeug. Es geht darum, dass sie von ihren Partnern verlassen werden, weil diese sie zu eklig finden, obwohl die selber ekelig sind. Das klingt häufig so schief, dass es an den Loriotschen Blockflötenabend erinnert.“ Summa summarum komme die Musik des Duos vor allem bei den (männlichen) Machern des Metiers feministisch an. Mit dem feministischen 360-Grad-Konzept und den dazugehörigen Kulturversatzstücken wie Patti Smith, Simone de Beauvoir und Bikini Kill allerdings habe die Band nichts am Hut.
Die taz hingegen hob gerade das an Alltagsbeobachtungen orientierte Konzept der Band positiv hervor. Der Befund von taz-Autorin Carla Baum: „Statt die großen gesellschaftspolitischen Fragen zu stellen, loten Schnipo Schranke das Private in Form von Adoleszenzproblemen aus. Ähnlich wie die Grenzerfahrungs-Saufgelage bei den Trance-Dance-Kollegen von Deichkind und die Zurschaustellung von unperfekten Körpern und gescheiterten Beziehungen, wie es die Schauspielerin Lena Dunham in der HBO-Serie ‚Girls‘ macht. Auch Schnipo Schranke treffen mit ihrer Feier des Peinlichen einen Nerv.“

## Diskografie

### Alben
- 2015: Satt (Album, Buback)
- 2017: rare (Album, Buback)

### EPs
- 2017: Harry Potter Sessions (Download-EP, Buback)

### Samplerbeiträge
- 2014: Pisse (auf Keine Bewegung, Staatsakt)
- 2016: Herzinfarkt (auf Immergut festival 2016, ohne Label)
- 2017: Wenn der Vorhang aufgeht (auf Keine Bewegung 2, Staatsakt)
- 2017: Harry Potter (auf Die Radioeins Sessions Volume 2, Radio Eins)